# Johanna (Janna) van Beieren-Schagen
Johanna van Beijeren-Schagen was de jongste dochter van dochter van Willem bastaard van Holland en Johanna van Avennes tot Hodenpijl. Zij trouwde in 1458 met Philips Ruygrock, zoon van Jan Ruygrock en Heysloete Willemsdochter.